# YUZU ARENA TOUR 2014 新世界〜LIVE CD追加公演セレクト音源〜
『YUZU ARENA TOUR 2014 新世界～LIVE CD追加公演セレクト音源～』（ゆずアリーナツアーにせんじゅうよん・しんせかいライブシーディーついかこうえんセレクトおんげん）は、ゆずのライブ・アルバム。抽選プレゼント品のため非売品である。

## 概要
2014年11月26日に発売されたライブDVD/BD『LIVE FILMS 新世界』とPV集『録歌選 新世界』の同時購入者特典のB賞として抽選で1000人にプレゼントされた。（A賞は冬至の日ライブに招待、C賞はゆずサイン入り額装写真）
当選者には同年末ごろに発送された。
ゆずがライブCDを発表するのは『歌時記 〜ふたりのビッグ（エッグ）ショー篇〜』以来13年ぶり。
収録されているライブはツアーファイナルである同年9月24日の横浜アリーナ公演が中心となっている。（3曲目「所沢」、4曲目「以上」はファイナルでは演奏されていない。）
MCや「夏色」の「もう1回!」なども収録されているため、収録時間は約55分に及ぶ。

## 収録曲
- 作詞・作曲者は各リンク先を参照されたい。

1. アゲイン2
2. センチメンタル
3. 所沢（弾き語り）
4. 以上（弾き語り）
5. 友 〜旅立ちの時〜
6. ヒカレ
7. 守ってあげたい
8. 夏色
9. 雨のち晴レルヤ